# Antonio Ciciliano
Antonio Ciciliano (Napoli, 3 novembre 1932 – Napoli, 4 settembre 2015) è stato un velista italiano, vincitore di una medaglia nella classe dragon della vela, in equipaggio con Antonio Cosentino e Giulio De Stefano, ai Giochi olimpici di Roma 1960.

## Carriera
In carriera ha partecipato ad una edizione dei Giochi olimpici, a Roma 1960.

## Palmarès
| Anno | Manifestazione  | Sede | Risultato | Gara          |
| ---- | --------------- | ---- | --------- | ------------- |
| 1960 | Giochi olimpici | Roma | Bronzo    | Classe dragon |